# Nélio da Silva Melo
Nélio da Silva Melo (Rio de Janeiro, 26 de janeiro de 1971) é um ex-futebolista brasileiro que atuava como atacante.
Ficou famoso no Flamengo durante a década de 1990.
É irmão dos jogadores Nilberto, Gilberto, Edmilson e Nenei (que jogou pela Seleção de El Salvador).

## Carreira
Nélio surgiu nas divisões de base do Flamengo, junto a outros grandes jogadores como Paulo Nunes, Júnior Baiano, Marcelinho e Djalminha.
Atuando no Flamengo, entre 1990 e 1995, Nélio participou de importantes conquistas para o clube, tais como a Copa do Brasil de 1990 e o Campeonato Brasileiro de 1992, sendo considerado o melhor atacante, segundo a revista Placar.
Emprestado ao Guarani, durante o ano de 1995, acabou retornando ao Flamengo naquele mesmo ano. Em 1997, novamente descartado dos planos da diretoria rubro-negra, jogou no Fluminense e depois no Atlético Paranaense, também por empréstimo.
Após conquistar o título do Campeonato Paranaense, no primeiro semestre de 1998, Nélio voltou ao Flamengo, mas não conseguiu se reintegrar ao time.
Pelo Flamengo foram 346 jogos e 79 gols em dez anos, números destacados para um jogador de sua posição.
Terminado seu tempo no Flamengo, nos anos que se seguiram, passou a trocar de clubes, sucessivamente, incluindo Atlético Mineiro, Ituano, Paraná, Americano, Botafogo-SP, Botafogo-PB e até mesmo um clube da Hungria, o Haladás (única equipe estrangeira que defendeu).
Em 2006, Nélio esteve no elenco do Guanabara, time da segunda divisão do futebol fluminense. A seguir, seguiu jogando em times modestos, como Pinheiros e Ypiranga.
Após um ano parado, Nélio foi contratado pelo Flamengo do Piauí em 2010, encerrando a carreira no mesmo ano, aos 39 anos.
Atualmente integra a equipe de showbol do Flamengo, onde atua com jogadores que fizeram história com a camisa do Flamengo, tais como Djalminha, Gélson Baresi, Marquinhos, Júnior Baiano e Piá.
Em 25 de agosto de 2017, é contratado pela Band para ser comentarista da edição carioca do esportivo Os Donos da Bola, cuja estreia foi no dia 28. No dia 04 de outubro de 2019, ele foi dispensado da emissora.

## Título
Flamengo
- Taça Governador Jader Ribeiro: 1988
- Taça Associação dos Cronistas Esportivos de Sergipe: 1990
- Torneio de Verão de Nova Friburgo: 1990
- Copa Sharp: 1990
- Copa São Paulo de Futebol Júnior: 1990
- Copa do Brasil: 1990
- Taça Cidade do Rio de Janeiro: 1991,1993
- Taça Estado do Rio de Janeiro: 1991
- Copa Rio: 1991
- Campeonato da Capital: 1991, 1993
- Taça Rio: 1991, e 1996
- Campeonato Carioca: 1991 e 1996
- Troféu ECO-92: 1992
- Campeonato Brasileiro: 1992
- Taça Libertad: 1993
- Troféu Raul Plassmann: 1993
- Copa Pepsi: 1994
- Torneio Maria Quiteria: 1995
- Taça Guanabara: 1988, 1989, 1995, 1996
- Copa Ouro Sul-Americana: 1996
- Taça 15 anos do SBT: 1996
- Copa dos Campeões Mundiais: 1997
- Copa Rede Bandeirantes: 1997
- Torneio Cidade de Brasilia: 1997
- Taça 147 Anos de Juiz de Fora: 1997

Parana
- Campeonato Paranaense-Primeiro Turno: 1999

Atlético-MG
- Campeonato Mineiro: 1999

Ituano
- Sempione Cup - Suíça (SUI): 1999

Atlético-PR
- Campeonato Paranaense: 1998
- Copa Paraná: 1998